# ベナゼプリル

ベナゼプリラト ― ベナゼプリルの活性代謝物

ベナゼプリル（英: benazepril）は、アンジオテンシン変換酵素阻害薬系の降圧薬の一つである。
アンジオテンシンIはアンジオテンシン変換酵素（ACE）の作用によりアンジオテンシンIIに変化する。アンジオテンシンIIは血圧を上昇させる作用を有する。アンジオテンシン変換酵素阻害薬はアンジオテンシン変換酵素を抑制することによりアンジオテンシンIIの生成を抑制し、血圧を低下させる。アルドステロン分泌の抑制による利尿作用を有する。高血圧、鬱血性心不全の治療に使用される。副作用として肺のブラジキニン増加による空咳が生じる。ベナゼプリルはプロドラッグであり、肝臓のエステラーゼでエステルが加水分解されて活性代謝物であるベナゼプリラートとなる。
製剤にはベナゼプリル塩酸塩が用いられる。海外では利尿剤（ヒドロクロロチアジド）との合剤も販売されている。

## 効能・効果

### 高血圧
ベナゼプリル10mg〜20mgを6週間投与した臨床試験では、座位拡張期血圧（102.5±0.8mmHg 範囲：95〜114mmHg）は統計学的に有意に低下して87.5±0.93mmHgとなり、34名（81%）の患者で血圧管理良好（座位拡張期血圧≦90mmHg）となった。

### 腎臓病
進行腎不全を有する患者がベナゼプリルを服用すると腎臓に対する“相当量の”有効性を得る。腎臓病患者に対する長期投与試験の結果、ベナゼプリルは腎機能を改善し、偽薬投与群に比べて腎疾患の進行を遅らせた。それ以前はACE阻害薬は腎障害を進行させると思われていたので、注目を集める結果となった。
WebMDの取材した処に拠ると、『ACE阻害薬は腎臓の機能を脅かす可能性があったので、中心となる問いは、ACE阻害薬を服用した患者の腎機能が低下するか否かであった。端的に言えば、（腎臓から排泄される）カリウムとクレアチニンの血中濃度が上昇するか否かである。結果、腎機能の悪化はベナゼプリル服用群でより緩やかであった。副作用の面では、ベナゼプリル服用群と偽薬服用群で大きな違いは見られなかった。』

## 禁忌
ベナゼプリルは下記の患者に禁忌である。
- 血管浮腫の既往歴のある患者（アンジオテンシン変換酵素阻害剤等の薬剤による血管浮腫、遺伝性血管浮腫、後天性血管浮腫、特発性血管浮腫等）
- デキストラン硫酸固定化セルロース、トリプトファン固定化ポリビニルアルコール、ポリエチレンテレフタレートを用いた吸着器によるアフェレーシスを施行中の患者
- アクリロニトリルメタリルスルホン酸ナトリウム膜（AN69）を用いた血液透析施行中の患者
- アリスキレンを投与中の糖尿病患者（ただし、他の降圧治療を行ってもなお血圧のコントロールが著しく不良の患者を除く）
- 妊婦または妊娠している可能性のある婦人（胎児死亡、奇形率増加等の危険がある）
- 製剤成分に対し過敏症の既往歴のある患者

## 副作用
重大な副作用として、血管浮腫、急性腎不全、高カリウム血症、肝炎、肝機能障害、黄疸、無顆粒球症、好中球減少、膵炎がある。
頻度の高い副作用は、頭痛および咳嗽である。慢性咳嗽は服用開始2〜3ヶ月以内に患者の2割に発生する。アナフィラキシーも発生し得る。

## 獣医学領域での使用
ベナゼプリルはイヌの鬱血性心不全の治療に使用される他、ネコやイヌの慢性腎臓病の治療に用いられる。